# Kreis Höxter (1816–1974)
Der Kreis Höxter (1953–1969 Landkreis Höxter) war ein von 1816 bis 1974 bestehender Kreis. Der Kreis war zunächst Teil des Regierungsbezirks Minden in der preußischen Provinz Westfalen, ab 1946/47 Teil des nordrhein-westfälischen Regierungsbezirks Detmold. Verwaltungssitz war Höxter. Der Kreis ging 1975 im Rahmen der nordrhein-westfälischen Gebietsreform zusammen mit dem Kreis Warburg im neu gegründeten Kreis Höxter auf.

## Geografie

### Geografische Lage
Das Kreisgebiet lag im Oberen Weserbergland. Das Tal der Weser im Osten begrenzte ihn gegen das Weser-Leine-Bergland, das Eggegebirge im Westen gegen die Westfälische Bucht. Der Egge im Osten vorgelagert ist das Eggevorland. Die flächengrößte Teillandschaft des Kreises war das Brakeler Bergland mit dem Nethebergland im Zentrum und dem Beverbergland im Südosten des Kreises. Das Brakeler Bergland umschließen im Norden beginnend im Uhrzeigersinn die Steinheimer Börde, das Löwendorfer Hügelland, das Köterbergland und das Fürstenauer Bergland. Den Abschluss im Osten bilden das Höxter-Holzmindener Wesertal und das Beverunger Wesertal.
Da der Hauptkamm des Eggegebirges die Rhein-Weser-Wasserscheide bildet, gehörte das gesamte Kreisgebiet zum Einzugsgebiet der Weser, die der wichtigste Fluss des Kreises war. Zu den weiteren Fließgewässern gehörten vor allem die Nethe (mit ihren Zuflüssen Aa und Brucht) und die Emmer.

### Nachbarkreise
Der Kreis Höxter grenzte 1972 im Uhrzeigersinn im Norden beginnend an den Kreis Detmold (in Nordrhein-Westfalen), an die Landkreise Holzminden und Northeim (in Niedersachsen), an den Landkreis Hofgeismar (in Hessen) sowie an die Kreise Warburg und Paderborn (beide wiederum in Nordrhein-Westfalen).
Das Amt Lügde war bis 1969 eine nördliche Exklave des Kreises. Es wurde zuletzt im Norden und Osten vom niedersächsischen Landkreis Hameln-Pyrmont sowie im Süden und Westen vom Kreis Detmold umschlossen.

## Geschichte

Lage des Kreises Höxter im Regierungsbezirk Minden 1816–1831

Lage des Kreises Höxter im Regierungsbezirk Minden 1832–1947 (ohne Kreise Detmold und Lemgo) und im Regierungsbezirk Detmold 1947–1974

Das Gebiet des Kreises umfasste den östlichen Teil des oberwaldischen Distrikts des Hochstifts Paderborn und das Gebiet des Fürstentums Corvey-
1802 besetzte Preußen das Hochstift Paderborn und bildete aus ihm nach dem Reichsdeputationshauptschluss 1803 das Fürstentum Paderborn. Auch das Stift Corvey wurde 1803 säkularisiert und fiel als Fürstentum Corvey an Nassau-Dillenburg. Von 1807 bis 1813 gehörten die genannten Gebiete zum Königreich Westphalen, das eine Verwaltungsstruktur nach französischem Muster einführte. Das spätere Kreisgebiet gehörte nun zum Distrikt Höxter im Departement der Fulda und wurde in die Kantone Albaxen, Beverungen, Höxter und Vörden eingeteilt. Nach der Franzosenzeit fielen das Fürstentum Paderborn wieder an Preußen, dem auch das Fürstentum Corvey zugesprochen wurde. Beide Territorien wurden Teil des Regierungsbezirks Minden in der neu gebildeten Provinz Westfalen. Am 18. Oktober 1816 wurde durch Verordnung der Königlichen Regierung in Minden aus den in der Franzosenzeit eingerichteten Kantonen Albaxen, Beverungen, Höxter und Vörden der Kreis Höxter gebildet. Die vier Kantone bestanden als Verwaltungsbezirke fort.
Am 1. Januar 1832 wurde der benachbarte Kreis Brakel aufgelöst und in den Kreis Höxter eingegliedert. Hierdurch wurden auch die Verwaltungsbezirke und ehemaligen Kantone Brakel, Driburg, Lügde, Nieheim und Steinheim Teil des Kreises. In den folgenden Jahren erhielten sieben Städte des Kreises die preußische revidierte Städteordnung und wurden dadurch verwaltungstechnisch von ihren Umlandgemeinden getrennt:
- Höxter im Jahr 1833[3]
- Brakel, Beverungen, Driburg und Nieheim im Jahr 1836[4][5][6][7]
- Steinheim im Jahr 1837[8]
- Lügde im Jahre 1841[9]

Im Rahmen der Einführung der westfälischen Landgemeinde-Ordnung von 1841 wurden aus den Verwaltungsbezirken unterhalb der Kreisebene, sofern es sich nicht um Städte gemäß der revidierten Städteordnung handelte, Ämter gebildet. Im Kreis Höxter bestanden dadurch seit 1843 die neun Ämter Albaxen, Brakel, Beverungen, Driburg, Harzberg, Höxter, Nieheim, Steinheim und Vörden. Die Städte Beverungen, Brakel, Driburg, Höxter, Lügde, Nieheim und Steinheim blieben amtsfrei.
Die Ämter Höxter und Albaxen besaßen von Anbeginn einen gemeinsamen Amtmann und bildeten seit 1852 das vereinigte Amt Höxter-Albaxen. Auch die Ämter Nieheim und Steinheim wurden seit ihrer Gründung in Personalunion verwaltet und wurden in der Folgezeit stets als ein gemeinsames Amt Nieheim-Steinheim angesehen. Das Amt Harzberg bestand nur aus der Gemeinde Harzberg und wurde von der Stadt Lügde mitverwaltet.
Im Jahr 1864 wurde der Gutsbezirk Abbenburg-Bökerhof aus der Gemeinde Bökendorf herausgelöst. Seit den 1920er Jahren wurde das Amt Höxter-Albaxen Amt Höxter-Land genannt. Der Gutsbezirk Abbenburg-Bökerhof wurde 1928 wieder nach Bökendorf eingemeindet. 1934 wurde das Amt Harzberg aufgelöst, wodurch Harzberg zu einer amtsfreien Gemeinde wurde. 1936 wurde das Amt Nieheim-Steinheim wieder in die beiden Ämter Nieheim und Steinheim getrennt. Gleichzeitig wurden die Städte Steinheim und Nieheim in die jeweiligen Ämter eingegliedert. Im selben Jahr wechselte die Gemeinde Hagedorn aus dem Amt Vörden in das Amt Steinheim. 1937 wurde Beverungen in das Amt Beverungen und 1938 Brakel in das Amt Brakel eingegliedert.
Die bis dahin amtsfreie Stadt Lügde und die Gemeinde Harzberg bildeten seit 1951 das Amt Lügde. 1964 wurde aus Gebietsteilen von Bergheim, Steinheim und Vinsebeck im Amt Steinheim die neue Gemeinde Vordereichholz gegründet. 1969 bestand der Kreis Höxter damit aus zwei amtsfreien Städten sowie acht Ämtern mit insgesamt sieben Städten und 68 Gemeinden.
Am 1. Oktober 1969 wurde aus dem Landkreis der Kreis Höxter.
Durch das Gesetz zur Neugliederung des Kreises Höxter vom 2. Dezember 1969 erfolgte am 1. Januar 1970 eine Gemeindereform. Alle Ämter wurden aufgelöst. Die Gemeinden des Amts Steinheim bis auf Kempenfeldrom bildeten mit Grevenhagen (bis dahin eine Exklave des Kreises Detmold) die neue Stadt Steinheim. Die Gemeinden des Amts Brakel wurden zur neuen Stadt Brakel, die Gemeinden des Amts Nieheim zur neuen Stadt Nieheim und die Gemeinden des Amts Vörden zur neuen Stadt Marienmünster zusammengeschlossen. Die Stadt Bad Driburg wurde mit den Gemeinden des Amts Driburg zur neuen Stadt Bad Driburg zusammengeschlossen. Die Gemeinden des Amts Beverungen bildeten die neue Stadt Beverungen, aber ohne Bruchhausen, das mit der Stadt Höxter und den Gemeinden des Amts Höxter-Land zur neuen Stadt Höxter zusammengeschlossen wurde.
Durch das gleichzeitig in Kraft tretende Gesetz zur Neugliederung des Kreises Detmold kam Kempenfeldrom zur Stadt Horn-Bad Meinberg im Kreis Detmold; außerdem wurden Lügde und Harzberg mit mehreren lippischen Gemeinden zur neuen Stadt Lügde im Kreis Detmold zusammengeschlossen.
Am 1. Januar 1975 trat das Sauerland/Paderborn-Gesetz in Kraft, wodurch der Kreis Höxter mit dem Kreis Warburg zum neuen Kreis Höxter zusammengelegt wurde. Dabei wurden aus dem bisherigen Amt Dringenberg-Gehrden des Kreises Warburg Neuenheerse, Kühlsen und die Stadt Dringenberg in die Stadt Bad Driburg sowie Auenhausen, Frohnhausen, Hampenhausen, Siddessen und die Stadt Gehrden in die Stadt Brakel eingemeindet.

### Einwohnerentwicklung
Die folgende Übersicht zeigt die Einwohnerzahlen des Kreises Höxter nach dem jeweiligen Gebietsstand. Änderungen des Gebietsstandes ergaben sich in erster Linie durch die Zusammenlegung der Kreise Höxter und Brakel zum 1. Januar 1832, die Abgabe eines etwa 0,2 km² großen, bewohnten Gebietes der Gemeinde Lügde an die Gemeinde Pyrmont zum 1. April 1922 und die Gemeindereform in den Kreisen Höxter und Detmold zum 1. Januar 1970, bei der Grevenhagen in den Kreis eingegliedert und Lügde, Harzberg sowie Kempenfeldrom an den Kreis Detmold abgegeben wurden.
Bei den Zahlen handelt es sich um Volkszählungsergebnisse bzw. für 1968 und 1973 um eine Fortschreibung. Die Angaben beziehen sich bis 1864 auf die „Zollabrechnungsbevölkerung“, ab 1867 auf die „Ortsanwesende Bevölkerung“ und ab 1925 auf die Wohnbevölkerung.
| Jahr | Einwohner    | Einwohner    | Einwohner |
| ---- | ------------ | ------------ | --------- |
| Jahr | Kreis Höxter | Kreis Brakel | gesamt    |
| 1818 | 20.468       | 20.802       | 41.270    |
| 1819 | 20.641       | 20.861       | 41.502    |
| 1822 | 21.380       | 21.223       | 42.603    |
| 1825 | 22.282       | 21.935       | 44.217    |
| 1831 | 23.527       | 22.197       | 45.724    |

| 1834           | 46.233 |
| 1837           | 46.089 |
| 1840           | 48.610 |
| 1843           | 50.462 |
| 1846           | 51.860 |
| 1849           | 51.862 |
| 1852           | 51.863 |
| 1855           | 50.489 |
| 1858           | 49.820 |
| 1861 (3. Dez.) | 51.238 |

| Jahr           | Einwohner |
| -------------- | --------- |
| 1864 (0. Dez.) | 51.976    |
| 1867 (3. Dez.) | 50.456    |
| 1871 (1. Dez.) | 49.022    |
| 1880 (1. Dez.) | 50.836    |
| 1885 (1. Dez.) | 52.149    |
| 1890 (1. Dez.) | 53.606    |
| 1895 (1. Dez.) | 55.549    |
| 1900 (1. Dez.) | 56.506    |
| 1905 (1. Dez.) | 57.510    |
| 1910 (1. Dez.) | 58.532    |

| Jahr            | Einwohner |
| --------------- | --------- |
| 1925 (16. Juni) | 062.168   |
| 1933 (16. Juni) | 066.258   |
| 1939 (17. Mai)  | 068.138   |
| 1944 (?)        | 066.562   |
| 1946 (29. Okt.) | 095.026   |
| 1950 (13. Sep.) | 096.326   |
| 1961 (6. Juni)  | 092.805   |
| 1968 (30. Juni) | 100.677   |
| 1970 (27. Mai)  | 096.181   |
| 1973 (31. Dez.) | 099.300   |

Von 1939 bis 1950 stieg die Bevölkerungszahl um über 40 %, hauptsächlich bedingt durch die Aufnahme von Vertriebenen, Flüchtlingen und Evakuierten. Bis 1961 war infolge der Normalisierung der Verhältnisse ein leichter Rückgang um 4 % zu verzeichnen, bis 1968 folgte dann eine kräftige Zunahme um 8,5 %, mit der die 100.000-Marke überschritten wurde. Die Einwohnerzahl für das Jahr 1970 ist bereits durch die Gemeindereform in den Kreisen Höxter und Detmold beeinflusst: Die Gemeinden Harzberg, Kempenfeldrom und Lügde waren zum 1. Januar 1970 an den Kreis Detmold abgegeben worden, im Gegenzug war die Gemeinde Grevenhagen in den Kreis Höxter eingegliedert worden.

## Politik

### Ergebnisse der Kreistagswahlen von 1946 bis 1970
In der Liste werden nur Parteien und Wählergemeinschaften aufgeführt, die mindestens zwei Prozent der Stimmen bei der jeweiligen Wahl erhalten haben.
Stimmenanteile der Parteien in Prozent
| Jahr   | CDU  | SPD  | DZP  | FDP  | BHE |
| ------ | ---- | ---- | ---- | ---- | --- |
| 119461 | 58,8 | 17,5 | 19,8 |      |     |
| 1948   | 41,9 | 24,6 | 24,4 | 07,2 |     |
| 1952   | 40,6 | 20,1 | 18,5 | 09,5 | 9,8 |
| 1956   | 47,2 | 23,0 | 15,0 | 10,2 | 4,6 |
| 1961   | 52,4 | 19,8 | 13,8 | 07,5 | 5,9 |
| 1964   | 54,8 | 24,9 | 11,6 | 08,7 |     |
| 1970   | 58,2 | 25,9 | 10,8 | 05,1 |     |

Fußnote
1 1946: zusätzlich: KPD: 3,6 %

### Landräte
- 1817–184500Philipp von Wolff gen. Metternich
- 1845–188700Friedrich von Wolff gen. Metternich
- 1887–191700Karl Körfer
- 1917–191800Karl von Wolff gen. Metternich
- 1918–193300Clemens von Droste zu Hülshoff
- 19330000000Hans Ummen (NSDAP, vertretungsweise)
- 1933–193900Hans Reschke (NSDAP)
- 1939–194300Friedrich Hueter (NSDAP)
- 1943–194500Karl Wolff (NSDAP, kommissarisch)
- 1946–194900Heinrich Schlüter (CDU)
- 1949–195600Hermann Thiele (CDU)
- 1956–195800Franz Lüke (CDU)
- 1958–197300Wilhelm Weskamp (CDU)
- 1973–198900Alex Brunnberg (CDU)

### Oberkreisdirektor
- 19460000000Wilhelm Kronsbein
- 1950–196800Eduard Buss
- 1968–199700Paul Sellmann (CDU)

### Wappen
Beschreibung:

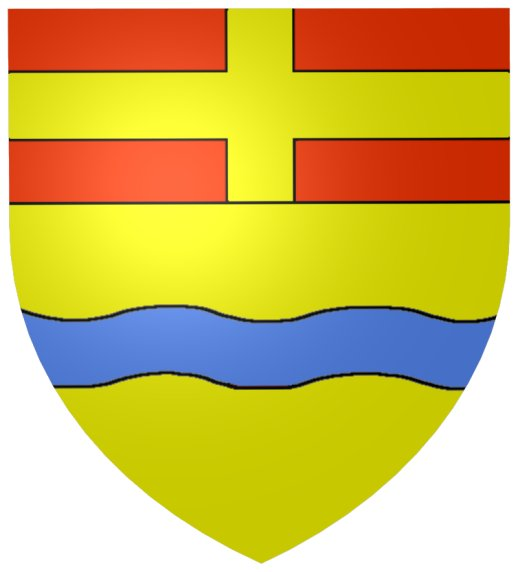
Wappen des Kreises Höxter 1953

Unter rotem Schildhaupt mit durchgehendem goldenen (gelben) Kreuz in Gold (Gelb) ein blauer Wellenbalken. Das Schildhaupt symbolisiert die Zugehörigkeit zum ehemaligen Hochstift Paderborn, der Wellenbalken die Weser.
Das Wappen wurde am 17. Januar 1953 genehmigt.
Nach Zusammenlegung der Kreise Höxter und Warburg am 1. Januar 1975 zum neuen Kreis Höxter erhielt dieser am 12. Februar 1976 ein neues Wappen.

## Städte und Gemeinden des Kreises Höxter

### Verwaltungsgliederung bis 1969
Bis zum 31. Dezember 1969 bestanden im Kreis Höxter zwei amtsfreie Städte und acht Ämter. Von den 75 amtsangehörigen Gemeinden besaßen sieben das Stadtrecht.
Nach Ämtern
(Fläche und Wohnbevölkerung Stand 6. Juni 1961, Kreissitz*):
- Amtsfrei:

1. Bad Driburg, Stadt: 26,82 km², 7.898 E
2. Höxter*, Stadt: 23,64 km², 15.156 E

- Amt Beverungen (Verwaltungssitz: Beverungen): 108,51 km², 14.115 E

1. Amelunxen
2. Beverungen, Stadt
3. Blankenau
4. Bruchhausen
5. Dalhausen
6. Drenke
7. Haarbrück
8. Herstelle
9. Jakobsberg
10. Rothe
11. Tietelsen
12. Wehrden
13. Würgassen

- Amt Brakel (Verwaltungssitz: Brakel): 137,74 km², 11.946 E

1. Beller
2. Bellersen
3. Bökendorf
4. Brakel, Stadt
5. Erkeln
6. Hembsen
7. Hinnenburg
8. Istrup
9. Rheder
10. Riesel
11. Schmechten

- Amt Driburg (Verwaltungssitz: Bad Driburg¹): 45,77 km², 3.012 E

1. Alhausen
2. Erpentrup
3. Herste
4. Langeland
5. Pömbsen
6. Reelsen

- Amt Höxter-Land (Verwaltungssitz: Höxter¹): 123,06 km², 14.714 E

1. Albaxen
2. Bödexen
3. Bosseborn
4. Brenkhausen
5. Fürstenau
6. Godelheim
7. Lüchtringen
8. Lütmarsen
9. Ottbergen
10. Ovenhausen
11. Stahle

- Amt Lügde (Verwaltungssitz: Lügde): 32,25 km², 4.831 E

1. Harzberg
2. Lügde, Stadt

- Amt Nieheim (Verwaltungssitz: Nieheim): 79,86 km², 5.726 E

1. Entrup
2. Erwitzen
3. Eversen
4. Himmighausen
5. Holzhausen
6. Merlsheim
7. Nieheim, Stadt
8. Oeynhausen
9. Schönenberg
10. Sommersell

- Amt Steinheim (Verwaltungssitz: Steinheim): 76,25 km², 10.904 E

1. Bergheim
2. Hagedorn
3. Kempenfeldrom
4. Ottenhausen
5. Rolfzen
6. Sandebeck
7. Steinheim, Stadt
8. Vinsebeck
9. Vordereichholz (1964 neu gebildet)

- Amt Vörden (Verwaltungssitz: Vörden): 64,18 km², 4.503 E

1. Altenbergen
2. Born
3. Bredenborn, Stadt
4. Bremerberg
5. Eilversen
6. Großenbreden
7. Hohehaus
8. Kleinenbreden
9. Kollerbeck
10. Löwendorf
11. Münsterbrock
12. Papenhöfen
13. Vörden, Stadt

¹ Verwaltungssitz, aber nicht amtsangehörig

### Verwaltungsgliederung 1970 bis 1974
Vom Inkrafttreten der Neugliederung bestand der Kreis Höxter vom 1. Januar 1970 bis zum 31. Dezember 1972 aus acht und weiter bis zum 31. Dezember 1974 aus sieben Städten:
| Name                 | Fläche in km² | Einwohner |
| -------------------- | ------------- | --------- |
| Bad Driburg, Stadt   | 072,59        | 12.950    |
| Beverungen, Stadt    | 097,60        | 14.894    |
| Brakel, Stadt        | 137,73        | 12.779    |
| Höxter*, Stadt       | 157,70        | 32.630    |
| Marienmünster, Stadt | 064,23        | 04.720    |
| Nieheim, Stadt       | 079,80        | 06.374    |
| Steinheim, Stadt     | 075,66        | 11.834    |

(Fläche und Wohnbevölkerung Stand 27. Mai 1970, Kreissitz*)
Die Stadt Lügde wechselte am 1. Januar 1973 in den Kreis Lippe.

## Kfz-Kennzeichen
Am 1. Juli 1956 wurde dem damaligen Landkreis bei der Einführung der bis heute gültigen Kfz-Kennzeichen das Unterscheidungszeichen HX zugewiesen.